# Vol Air France 1919
Le vol Air France 1919 était un vol régional, assuré par Air Littoral pour le compte d'Air France et reliant Bruxelles, en Belgique, à Bordeaux, en France, le 21 décembre 1987. Au cours de ce vol, l'Embraer EMB 120 (immatriculé F-GEGH) s'est écrasé dans une forêt de la commune d'Eysines, en Gironde, lors de son approche finale vers l'aéroport de Bordeaux-Mérignac, causant la mort des 13 passagers et des 3 membres d'équipage présents à bord. Parmi les victimes figurait Philippe Deschamps, le frère aîné de Didier Deschamps,.

## Avion
L'aéronef impliqué était un Embraer EMB 120 RT Brasilia, un bi-turbopropulseur immatriculé F-GEGH (numéro de série 120033). Il a été fabriqué par Embraer en 1986 et était propulsé par deux moteurs Pratt & Whitney Canada PW118.

## Causes de l'accident
Une commission d'enquête a été constituée par décret le lendemain du crash.
L'accident est la conséquence directe d'une mauvaise gestion de la trajectoire de l'avion par les deux pilotes, qui n'ont surveillé ni leur altitude lors de la phase d'approche par temps de brouillard, ni le guidage ILS vers la piste de l'aéroport, et sont descendus sous l'altitude minimale de sécurité jusqu'à l'impact avec les arbres. 
Les enquêteurs ont également noté, comme facteur contributif à cet accident, une mauvaise coordination des tâches entre les deux pilotes, dont aucun n'a effectué des tâches importantes liées à cette fonction, telles que la surveillance et le signalement d'écarts avec le faisceau ILS ou l'altitude.